# Роверье де Кабриер, Франсуа-Мари-Анатоль де
Франсуа-Мари-Анатоль де Роверье де Кабриер (фр. François-Marie-Anatole de Rovériè de Cabriéres; 30 августа 1830, Бокер, Франция — 21 декабря 1921, Монпелье, Франция) — французский кардинал. Епископ Монпелье с 16 января 1874 по 21 декабря 1921. Кардинал-священник с 27 ноября 1911, с титулом церкви Санта-Мария-делла-Виттория с 30 ноября 1911.